# Sapphire Series Division 2A 2018
La Sapphire Series Division 2A 2018 è la 5ª edizione del campionato di football americano femminile di secondo livello, organizzato dalla BAFA. Il campionato è giocato per la prima volta a 7 giocatrici.

## Squadre partecipanti
| Club                    | Città      | Stadio | Sponsor ufficiale | Risultato nella stagione 2017 |
| ----------------------- | ---------- | ------ | ----------------- | ----------------------------- |
| Cardiff Valkyries       | Cardiff    |        |                   |                               |
| Chester Romans          | Chester    |        |                   |                               |
| Portsmouth Dreadnoughts | Portsmouth |        |                   |                               |
| Sandwell Steelers       | Tipton     |        |                   |                               |
| Teesside Steelers       | Billingham |        |                   |                               |
| Wembley Stallions       | Londra     |        |                   |                               |

## Stagione regolare

### Calendario

#### 1ª giornata

##### Bowl di Chester
| Chester 10 febbraio 2018 | Chester Romans | 8 – 14 | Sandwell Steelers |  |

| Chester 10 febbraio 2018 | Sandwell Steelers | 8 – 13 | Teesside Steelers |  |

| Chester 10 febbraio 2018 | Teesside Steelers | 15 – 22 | Chester Romans |  |

##### Bowl di Portsmouth
| Portsmouth 10 febbraio 2018 | Portsmouth Dreadnoughts | 13 – 0 | Wembley Stallions |  |

| Portsmouth 10 febbraio 2018 | Wembley Stallions | 35 – 0 | Cardiff Valkyries |  |

| Portsmouth 10 febbraio 2018 | Cardiff Valkyries | 0 – 32 | Portsmouth Dreadnoughts |  |

#### 2ª giornata - Interdivisionali (Bowl di Sandwell)
| Sandwell 24 febbraio 2018 | Chester Romans | 29 – 24 | Cardiff Valkyries |  |

| Sandwell 24 febbraio 2018 | Sandwell Steelers | 27 – 12 | Wembley Stallions |  |

| Sandwell 24 febbraio 2018 | Teesside Steelers | 0 – 1 (a tavolino) | Portsmouth Dreadnoughts |  |

| Sandwell 24 febbraio 2018 | Portsmouth Dreadnoughts | 32 – 9 | Chester Romans |  |

| Sandwell 24 febbraio 2018 | Cardiff Valkyries | 20 – 51 | Sandwell Steelers |  |

| Sandwell 24 febbraio 2018 | Wembley Stallions | 1 – 0 (a tavolino) | Teesside Steelers |  |

#### 3ª giornata

##### Bowl di Teesside
Giornata annullata
| Teesside 3 marzo 2018 | Chester Romans | - – - | Sandwell Steelers |  |

| Teesside 3 marzo 2018 | Sandwell Steelers | - – - | Teesside Steelers |  |

| Teesside 3 marzo 2018 | Teesside Steelers | - – - | Chester Romans |  |

##### Bowl di Wembley
| Wembley 3 marzo 2018 | Portsmouth Dreadnoughts | - – - | Wembley Stallions |  |

| Wembley 3 marzo 2018 | Wembley Stallions | - – - | Cardiff Valkyries |  |

| Wembley 3 marzo 2018 | Cardiff Valkyries | - – - | Portsmouth Dreadnoughts |  |

### Classifica
Le classifiche della regular season sono le seguenti.
- PCT = percentuale di vittorie, G = partite giocate, V = partite vinte,  P = partite perse, PF = punti fatti, PS = punti subiti

#### Gruppo North
| Pos. | Squadra           | PCT  | G | V | N | P | PF | PS |
| ---- | ----------------- | ---- | - | - | - | - | -- | -- |
| 1    | Sandwell Steelers | .625 | 4 | 2 | 1 | 1 | 97 | 53 |
| 2    | Chester Romans    | .625 | 4 | 2 | 1 | 1 | 68 | 79 |
| 3    | Teesside Steelers | .250 | 4 | 1 | 0 | 3 | 28 | 32 |

#### Gruppo South
| Pos. | Squadra                 | PCT   | G | V | N | P | PF | PS  |
| ---- | ----------------------- | ----- | - | - | - | - | -- | --- |
| 1    | Portsmouth Dreadnoughts | 1.000 | 4 | 4 | 0 | 0 | 78 | 9   |
| 2    | Wembley Stallions       | .500  | 4 | 2 | 0 | 2 | 48 | 40  |
| 3    | Cardiff Valkyries       | .000  | 4 | 0 | 0 | 4 | 44 | 147 |

## Playoff

### Tabellone
|  | Round one | Round one         | Round one |    |                   | Semifinali           | Semifinali              | Semifinali           |  |  | Finale               | Finale                  | Finale               |
|  |           |                   |           |    |                   |                      |                         |                      |  |  |                      |                         |                      |
|  |           |                   |           |    |                   | 1S                   | Portsmouth Dreadnoughts | 26                   |  |  |                      |                         |                      |
|  | 2N        | Chester Romans    | 32        |    |                   | 1S                   | Portsmouth Dreadnoughts | 26                   |  |  |                      |                         |                      |
|  | 2N        | Chester Romans    | 32        | 2N | Chester Romans    | 0                    |                         |                      |  |  |                      |                         |                      |
|  | 3S        | Cardiff Valkyries | 13        | 2N | Chester Romans    | 0                    |                         |                      |  |  |                      |                         |                      |
|  |           |                   |           |    |                   |                      |                         |                      |  |  | 1S                   | Portsmouth Dreadnoughts | 18                   |
|  |           |                   |           |    |                   |                      |                         |                      |  |  | 1S                   | Portsmouth Dreadnoughts | 18                   |
|  |           |                   |           |    |                   |                      |                         |                      |  |  | 1N                   | Sandwell Steelers       | 14                   |
|  |           |                   |           |    |                   | 1N                   | Sandwell Steelers       | 27                   |  |  | 1N                   | Sandwell Steelers       | 14                   |
|  | 2S        | Wembley Stallions | 19        |    |                   | 1N                   | Sandwell Steelers       | 27                   |  |  |                      |                         |                      |
|  | 2S        | Wembley Stallions | 19        | 2S | Wembley Stallions | 7                    |                         |                      |  |  |                      |                         |                      |
|  | 3N        | Teesside Steelers | 9         | 2S | Wembley Stallions | 7                    |                         |                      |  |  |                      |                         |                      |
|  | 3N        | Teesside Steelers | 9         |    |                   |                      |                         |                      |  |  |                      |                         |                      |
|  |           |                   |           |    |                   | Finale 5º - 6º posto | Finale 5º - 6º posto    | Finale 5º - 6º posto |  |  | Finale 3º - 4º posto | Finale 3º - 4º posto    | Finale 3º - 4º posto |
|  |           |                   |           |    |                   |                      |                         |                      |  |  |                      |                         |                      |
|  |           |                   |           |    |                   | 3S                   | Cardiff Valkyries       | 0                    |  |  | 2N                   | Chester Romans          | 0                    |
|  |           |                   |           |    |                   | 3N                   | Teesside Steelers       | 24                   |  |  | 2S                   | Wembley Stallions       | 27                   |

### Round One
| Sandwell 17 marzo 2018 | Chester Romans | 32 – 13 | Cardiff Valkyries |  |

| Sandwell 17 marzo 2018 | Wembley Stallions | 19 – 9 | Teesside Steelers |  |

### Semifinali
| Sandwell 17 marzo 2018 | Portsmouth Dreadnoughts | 26 – 0 | Chester Romans |  |

| Sandwell 17 marzo 2018 | Sandwell Steelers | 27 – 7 | Wembley Stallions |  |

### Finale 5º - 6º posto
| Sandwell 17 marzo 2018 | Cardiff Valkyries | 0 – 24 | Teesside Steelers |  |

### Finale 3º - 4º posto
| Sandwell 17 marzo 2018 | Chester Romans | 0 – 27 | Wembley Stallions |  |

### Finale
| Sandwell 17 marzo 2018 | Sandwell Steelers | 14 – 18 | Portsmouth Dreadnoughts |  |

## Verdetti
- Portsmouth Dreadnoughts Campionesse della Sapphire Series Division 2A 2018